# JSCA (каталог марок)

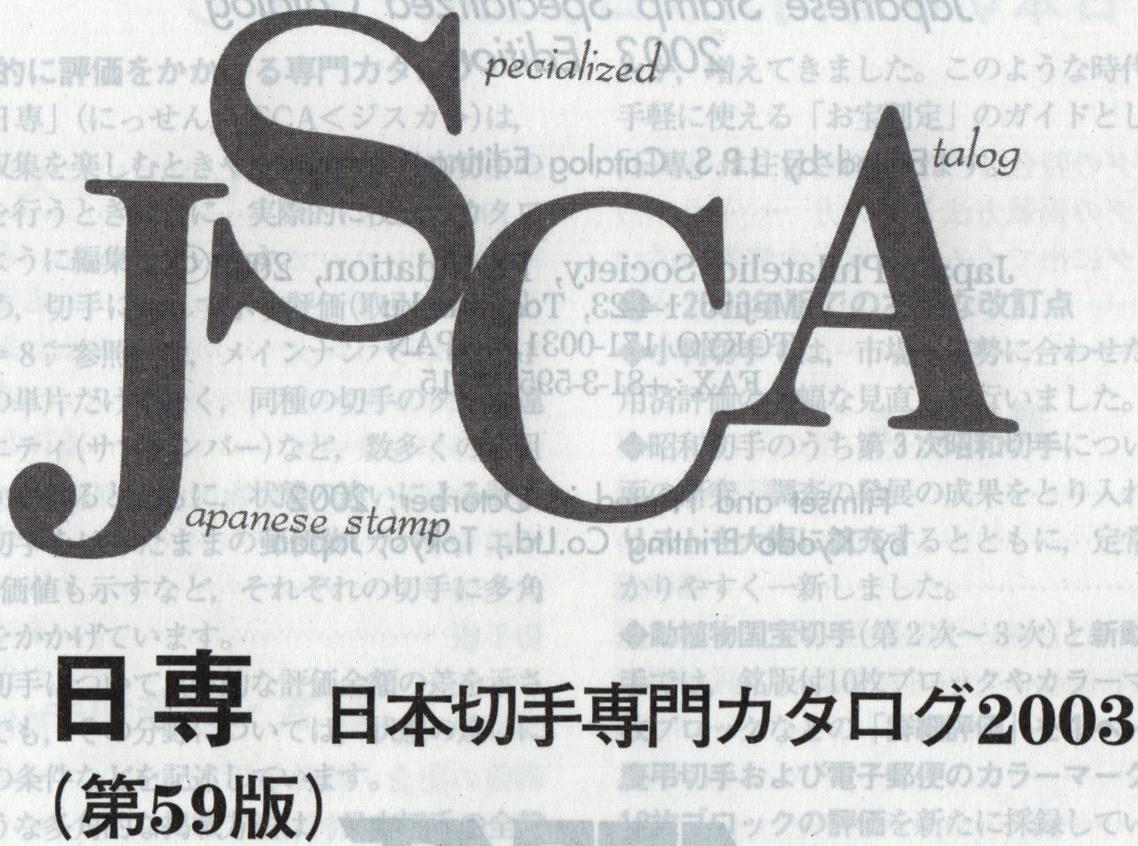
Верхняя часть страницы 1 каталога JSCA 2003

JSCA (яп. 日専) — специализированный каталог почтовых марок Японии (яп. 日本切手専門カタログ), издающийся с 1960 года. Аббревиатура JSCA восходит к английскому названию каталога Japanese stamp Specialized CAtalog. Краткое японское название 『日専』 можно перевести как «Японский эксклюзив».
Специальный каталог японских почтовых марок, включающий уникальную систему классификации, основанную на характеристиках каждой серии и последних оценочных данных и вариантах. В 2019 году каталог получил золотую медаль в категории каталогов на 36-й Азиатской международной выставке почтовых марок SINGPEX 2019 в Сингапуре.
В каталоге описываемый филателистический материал делится на две категории:
- почтовые марки;
- цельные вещи.

В свою очередь, собственно почтовые марки имеют следующую краткую классификацию:
- коммеморативы (специальные, или памятные, марки);
- дефинитивы (стандартные марки);
- выпуски префектур (японский аналог земских марок).

При описании каталога приведены русские, японские и английские названия разделов и серий. Исправлены очень немногочисленные опечатки.

## Описание
JSCA (яп. 日専) — специализированный каталог почтовых марок Японии (яп. 日本切手専門カタログ), издающийся с 1960 года. Аббревиатура JSCA восходит к английскому названию каталога Japanese stamp Specialized CAtalog. Краткое японское название 『日専』 можно перевести как «Японский эксклюзив».
Специальный каталог японских почтовых марок, включающий уникальную систему классификации, основанную на характеристиках каждой серии и последних оценочных данных и вариантах. В 2019 году каталог получил золотую медаль в категории каталогов на 36-й Азиатской международной выставке почтовых марок SINGPEX 2019 в Сингапуре.
Структура каталога определяется через его оглавление. Особенностью японских каталогов почтовых марок является то, что их разделы верхнего уровня — тематические, и только внутри этих основных разделов выпуски почтовых марок расположены хронологически.
Каталог имеет прекрасное дополнение в виде «Каталога почтовых марок Японии „Сакура“» того же издателя — Филателистического общества Японии. В каталоге JSCA очень мало рекламы (только на семи из восьми страниц обложки и на трех вклеенных желтых листах в 2002 году), тогда как все каталоги Сакура наполнены рекламой (в последних изданиях имеется даже оглавление реклам).
Ещё одна особенность японских каталогов почтовых марок — специальные именования многочисленных серий марок, особенно в последние годы. Эти серии обычно продолжаются по нескольку лет и входят в структуру каталогов и оглавления. В этом смысле разделы верхнего уровня каталогов можно рассматривать как своеобразные суперсерии.
В отличие от каталога Сакура издания специального каталога обычно не переверстываются, и в случае нескольких серий марок с одинаковым названием первая серия обычно не имеет номера.
Структура специального каталога отличается от структуры каталога Сакура тем, что в специальном каталоге выпуск Тайваня находится в разделе Разное, тогда как в Сакуре — в разделе Дефинитивы. Кроме того, в каталоге Сакура отсутствуют почтовые карточки военно-воздушной почты.

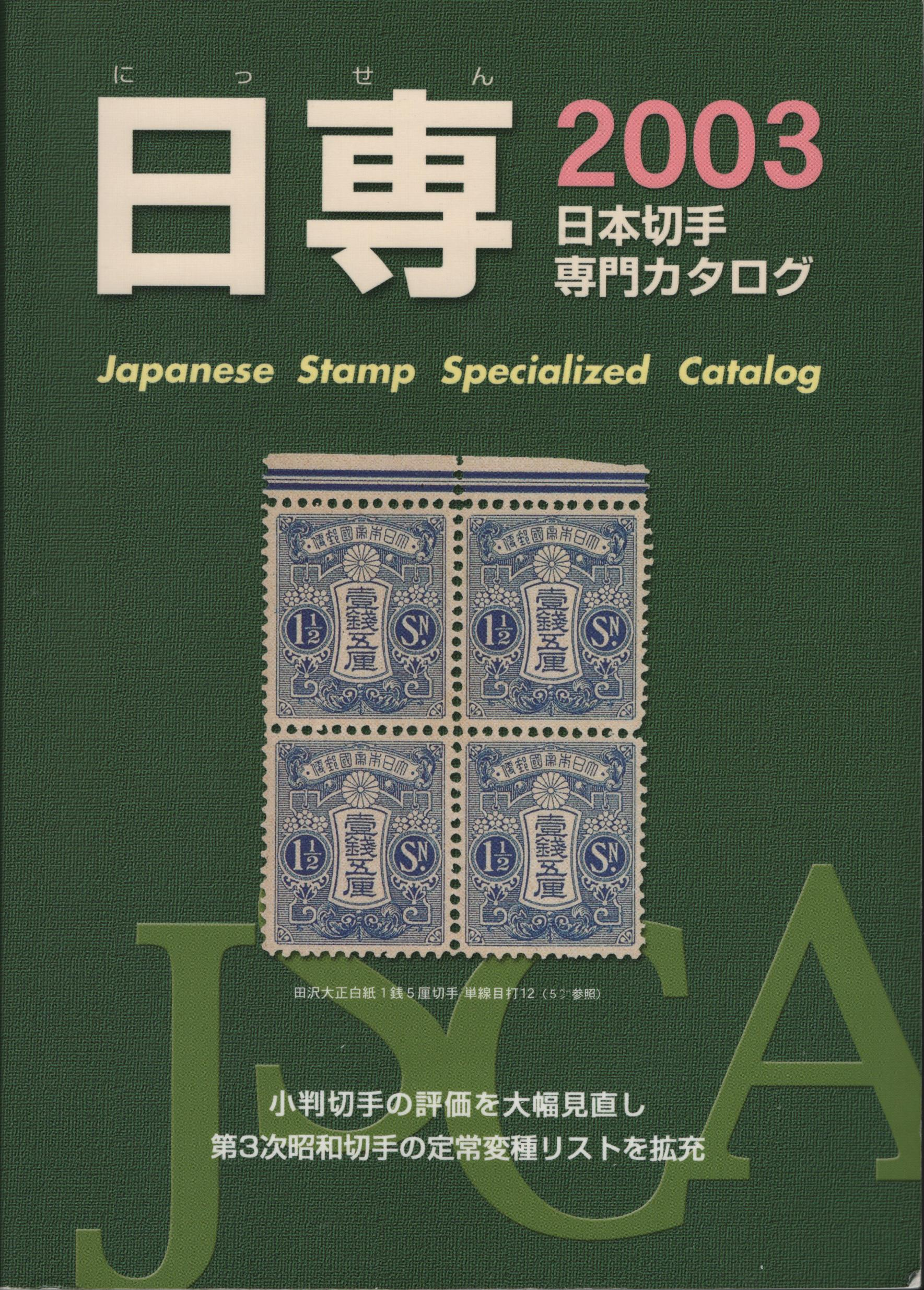
Обложка JSCA 2003
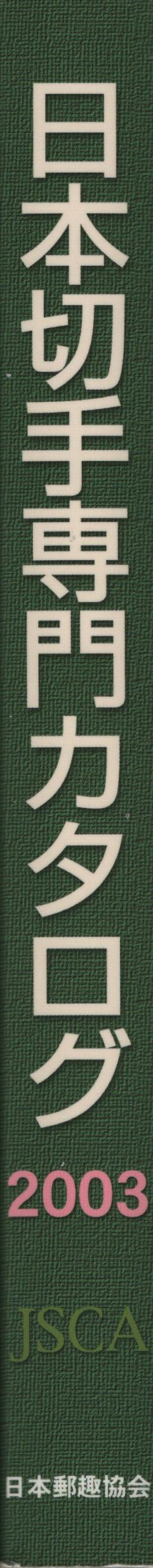
Корешок
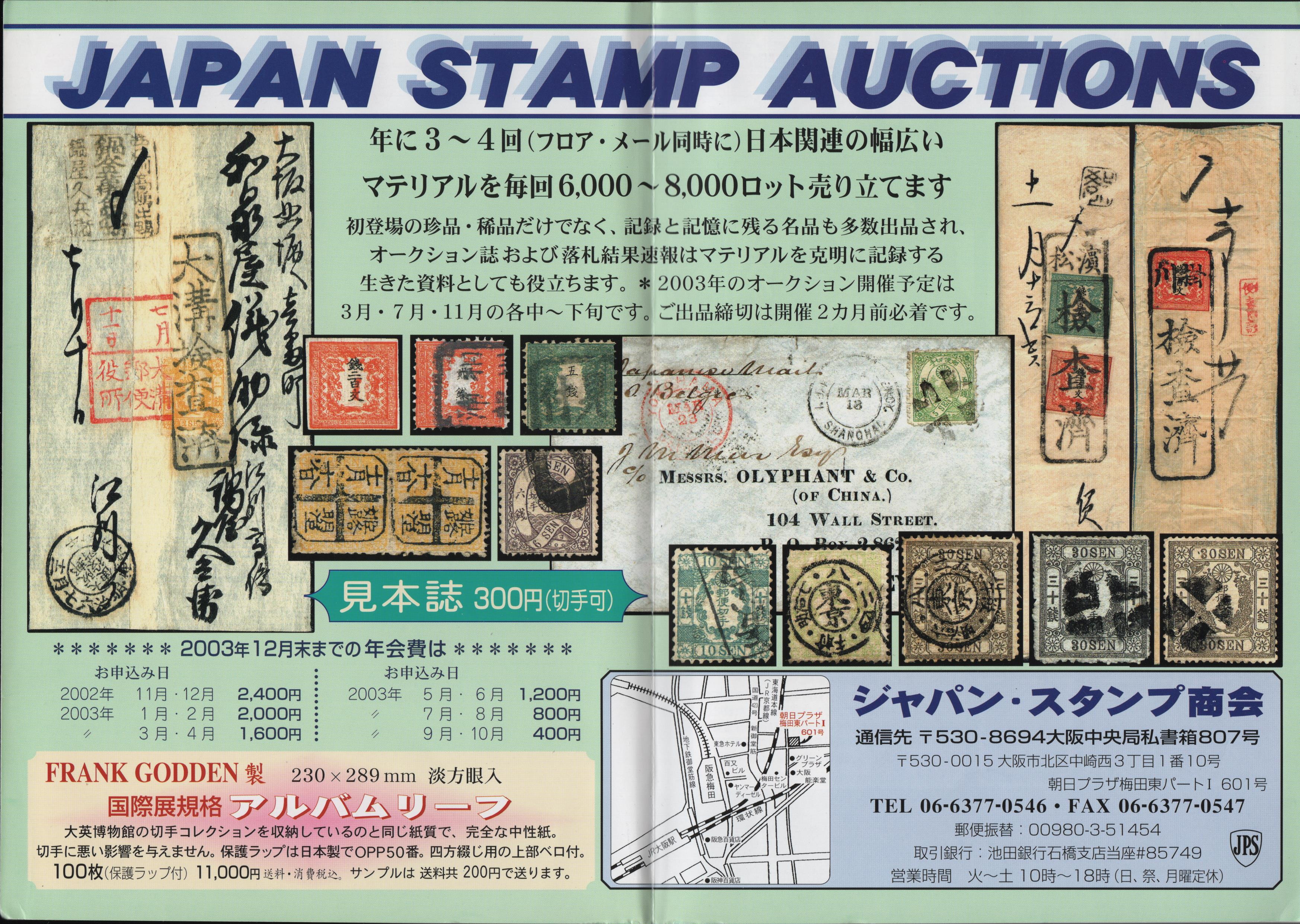
Форзац

Весь дальнейший материал статьи взят из каталога JSCA 2003, год издания 2002.
При описании каталога приведены, помимо русского, японские и английские названия разделов и серий, которые взяты из этого каталога. Отсутствующий английский перевод может быть взят из каталога Сакура как более богатого на английский текст, в этом случае перевод заключен в угловые скобки. Оригинальный английский перевод стоит в квадратных скобках. Исправлены очень немногочисленные опечатки.

### Основная структура каталогга
Специализированный каталог содержит пять основных разделов верхнего уровня:
1) Дефинитивы (яп. 普通切手, англ. Definitives);
2) Коммеморативы и специальные выпуски (яп. 記念・特殊切手, англ. Commemoratives;
3) Японская почта за границей, военные выпуски и другое (яп. 在外局・軍事切手・他, англ. Post Offices Abroad, Military Franchise Issues and Others);
4) Цельные вещи (яп. ステーショナリー, англ. Postal Stationeries);
5) Разнообразные регионы (яп. その他の切手, англ. [Miscellaneous Regions]).
Кроме того, последний основной раздел раздел состоит из шести основных подразделов, поэтому полная структура основных разделов специализированного каталога следующая.
1. Дефинитивы (яп. 普通切手, англ. Definitives).
2. Коммеморативы и специальные выпуски (яп. 記念・特殊切手, англ. Commemoratives).
3. Японская почта за границей, военные выпуски и другое (яп. 在外局・軍事切手・他, англ. Post Offices Abroad, Military Franchise Issues and Others).
4. Цельные вещи (яп. ステーショナリー, англ. Postal Stationeries).
5. Разнообразные регионы (яп. その他の切手, англ. [Miscellaneous Regions]).
5.1. Окинава (Рюкю) (яп. 沖縄切手, англ. Ryukyu Islands under U.S. Administration, 1948–72).
5.2. Цельные вещи Окинавы (Рюкю) (яп. 沖縄ステーショナリー, англ. [Ryukyu Islands Postal Stationery]).
5.3. Маньчжурия (яп. 「満州国」切手, англ. Manchukuo under Japanese Administration, 1932–45).
5.4. Цельные вещи Маньчжурии (яп. 「満州国」ステーショナリー, англ. [Manchukuo Postal Stationery]).
5.5. Японская оккупация Китая (яп. 中国占領地切手, англ. Japanese Occupation of China).
5.6. Японская оккупация Юго-Восточной Азии (яп. 南方占領地切手, англ. Japanese Occupation of South East Asia (“Greater East Asia”)).

### Нумерация каталога
Нумерация марок в каталоге далеко не сплошная. Именно с помощью префиксов каталожных номеров и определяется истинная структура каталога. Каждый тематический раздел обычно имеет свой оригинальный латинский или цифро-латинский префикс номера. Далее приведена таблица префиксов нумерации каталога, взятая из издания 2003. Следует иметь в виду, что префиксов нет не только у дефинитивов, префиксов нет также у ряда разделов, не вошедших в таблицу. Префиксы, не вошедшие в таблицу, выделены жёлтым в таблице следующего раздела.
| Префикс                                                                | Название префикса (от раздела каталога)                                                              |
| ---------------------------------------------------------------------- | --- |
| ⬛ Марки (яп. ⬛切手, англ. ⬛ Stamps)                                 | |
| —                                                                      | Дефинитив (яп. 普通, англ. Definitive)                                                               |
| A                                                                      | Авиапочтовая марка (яп. 航空, англ. Air Mail Stamp)                                                  |
| B                                                                      | Марочная тетрадка (яп. 切手帳, англ. Booklet)                                                        |
| BP                                                                     | Лист марочной тетрадки (яп. ぺーン, англ. Booklet Pane)                                              |
| C                                                                      | Коммеморатив или специальный выпуск (яп. 記念・特殊, англ. Commemorative Stamp)                      |
| R                                                                      | Выпуск префектуры (яп. ふるさと, англ. Prefectural Issue)                                            |
| P                                                                      | Национальный парк (яп. 公園, англ. National Park Issue)                                              |
| N                                                                      | Новогодняя марка (яп. 年賀, англ. New Year's Greeting Stamp)                                         |
| F                                                                      | Фальшивая марка (яп. 偽造, англ. Forgery)                                                            |
| U                                                                      | Невыпущенная марка (яп. 不発行, англ. Unissued)                                                      |
| T                                                                      | Выпуск Тайваня (яп. 地方(台湾), англ. ⟨Taiwan Local Issue⟩)                                          |
| OK                                                                     | Корея (яп. 在朝鮮局, англ. Offices in Korea)                                                         |
| OC                                                                     | Китай (яп. 在中国局, англ. Offices in China)                                                         |
| M                                                                      | Военный выпуск (яп. 軍事, англ. Military Franchise Issue)                                            |
| O                                                                      | Оккупационные силы британского содружества (яп. 占領軍, англ. British Occupation Forces Issue)       |
| S                                                                      | Почтово-сберегательная марка (яп. 貯金, англ. Postal Savings Stamp)                                  |
| E                                                                      | Избирательная марка (яп. 選挙, англ. Election Stamp)                                                 |
| TE                                                                     | Телеграфная марка (яп. 電信, англ. Telegraph Stamp)                                                  |
| H                                                                      | Срочная доставка (при крайней необходимости) (яп. 飛信逓送, англ. Hishin Teiso (for Emergency))      |
| 1L                                                                     | Сельскохозяйственная марка (яп. 村送り, англ. Local Stamp 1)                                         |
| 2L                                                                     | Марка Сатерленда (яп. サザーランド, англ. Local Stamp 2)                                             |
| 3L                                                                     | Марка военнопленных лагеря Бандо (яп. 板東収容所, англ. Local Stamp 3)                               |
| D                                                                      | Экспресс-почта (яп. 速達切手, англ. ⟨Special Delivery⟩)                                              |
| 1C〜9C                                                                 | Японская оккупация Китая (яп. 中国占領地, англ. China (Japanese Occupation))                         |
| 1B〜2B                                                                 | Бирма (яп. 南方・ビルマ, англ. Burma (Japanese Occupation))                                          |
| 1M〜10M                                                                | Малайя (яп. 南方・マライ, англ. Malaya (Japanese Occupation))                                        |
| 1S〜15S                                                                | Суматра (яп. 南方・スマトラ, англ. Sumatra (Japanese Occupation))                                    |
| 1J〜2J                                                                 | Ява (яп. 南方・ジャワ, англ. Java (Japanese Occupation))                                             |
| 1N〜12N                                                                | Военно-морская оккупация (яп. 南方・海軍担当地区, англ. Naval Occupation)                            |
| ⬛ Цельные вещи (яп. ⬛ステーショナリー, англ. ⬛ Postal Stationeries) | |
| PC                                                                     | Маркированная почтовая карточка (яп. 普通, англ. Postal Card)                                        |
| FC                                                                     | Международная почтовая карточка (яп. 普通, англ. Foreign Mail Postal Card)                           |
| CC                                                                     | Коммеморативная почтовая карточка (яп. 記念・特殊, англ. Commemorative Postal Card)                  |
| NC                                                                     | Новогодняя почтовая карточка (яп. 年賀, англ. New Year's Postal Card)                                |
| SG                                                                     | Сезонная поздравительная почтовая карточка (яп. 季節見舞い, англ. Season's Greeting Postal Card)     |
| HC                                                                     | Почта сердца (яп. はあとめーる, англ. “Heart Mail” Postal Card)                                      |
| SE                                                                     | Маркированный конверт (яп. 切手つき封筒, англ. Stamped Envelope)                                     |
| LS                                                                     | Почтовый лист (яп. 封緘はがき, англ. Letter Sheet)                                                   |
| PP                                                                     | Посылочная почтовая карточка (яп. 小包はがき, англ. Postal Card for Parcel)                          |
| AR                                                                     | Аэрограмма (яп. 航空書簡, англ. Aerogram)                                                            |
| WR                                                                     | Бандероль (яп. 郵便帯紙, англ. Wrapper)                                                              |
| OS                                                                     | Офисная почта (яп. 事務用はがき, англ. Official Service Postal Card)                                 |
| OW                                                                     | Прогноз погоды (яп. 気象報告帯紙, англ. Official Wrapper for Weather Report)                         |
| MC                                                                     | Полевая почта (яп. 軍事郵便はがき, англ. Military Postal Card)                                       |
| MA                                                                     | Военно-воздушная почта (яп. 特別軍事航空はがき, англ. Military Air Postal Card)                      |
| ZC                                                                     | Китай (яп. 在中国局, англ. China)                                                                    |
| ZK                                                                     | Издательство Канто (Южно-Маньчжурская железная дорога) (яп. 関東局, англ. Kuangtung District, China) |
| LF                                                                     | Провизорий Тайваня (яп. 在台湾局, англ. Local Formosa)                                               |
| LK                                                                     | Провизорий Кореи (яп. 在朝鮮局, англ. Local Korea)                                                   |

## Структура издания 2002 года по разделам и префиксам
В таблице показана упрощённая структура каталога JSCA 2003 по разделам и префиксам. В самом каталоге структура сложнее. Например, выпуски листов марочных тетрадок не выделены в один раздел, а разбросаны по тем разделам, где они выпускались. Жёлтым цветом выделены префиксы, которых нет в таблице со списком префиксов из предыдущего раздела.
Диапазон номеров после префиксов взят в скобки, чтобы префиксы (в состав которых могут входить цифры) не путались с номерами, а также для экономии места. Кроме того, названия разделов по возможности сокращены.
| Номер | Годы          | Название раздела            |
| ДЕФИНИТИВЫ |               |                             |
| 1—219, 221— | 1871—         | Дефинитивы                  |
| BP(1—44) | 1906—1993     | Листы буклетов              |
| F(1—2) | 1913          | Фальшивые марки             |
| Cu(1—8) | 1917          | Марки-деньги                |
| A(1—37) | 1929—1961     | Авиапочтовые марки          |
| B(1—47) | 1906—1994     | Буклеты                     |
| CB(1—) | 1954—         | Коммем. буклеты             |
| КОММЕМОРАТИВЫ |               |                             |
| C(1—) | 1894—         | Коммеморативы               |
| U(1—4) | 1923          | Невыпущенные марки          |
| CP(1—5, 7—) | 1954—         | Листы коммем. буклетов      |
| CB(1—) | 1954—         | Коммем. буклеты             |
| P(1—90) | 1936—1956     | 1-я серия нац. парков       |
| P(91—142) | 1962—1974     | 2-я серия нац. парков       |
| P(200—258) | 1958—1973     | Серия квазинац. парков      |
| N(1—) | 1935—         | Новогодние марки            |
| R(1—) | 1989—         | Выпуски префектур           |
| ЯПОНСКАЯ ПОЧТА ЗА ГРАНИЦЕЙ, ВОЕННЫЕ ВЫПУСКИ И ДРУГОЕ |               |                             |
| OK(1—15) | 1900          | Корея                       |
| OC(1—49) | 1900—1919     | Китай                       |
| OBP(1—11) | 1907—1914     | Китай. Листы буклетов       |
| OB(1—8) | 1907—1914     | Китай. Буклеты              |
| M(1—6) | 1910—1933     | Военный выпуск              |
| MP1 | 1921          | Военный выпуск Циндао       |
| O(1—7) | 1946—1947     | Британское содружество      |
| S1 | 1941          | Почт.-сберегат. марка       |
| T(1—3) | 1945          | Выпуск Тайваня              |
| E1 | 1948          | Избирательная марка         |
| TE(1—10) | 1885          | Телеграфные марки           |
| H(1—4) | 1874          | Срочная доставка            |
| 1L(1—10) | 1872          | Сельскохоз. марки           |
| 2L(1—2) | 1871          | Марки Сатерленда            |
| 3L(1—2) | 1918          | Марки военнопленных         |
| ЦЕЛЬНЫЕ ВЕЩИ |               |                             |
| PC(1—) | 1873—         | Маркир. почт. карточки (ПК) |
| FC(1—) | 1877—         | Международные ПК            |
| CC(1—) | 1936—         | Коммем. ПК                  |
| NC(1—) | 1949—         | Новогодние ПК               |
| SG(1—) | 1950—         | Сезонная поздрав. ПК        |
| HC(1—) | 1991—         | Почта сердца                |
| BC(1—) | 1976—         | ПК Синей птицы              |
| — (7 шт.) | 1981—1994     | Реклама (эхо-карточки)      |
| — (18 шт.) | 1985—2000     | Худож. ПК                   |
| — (14 шт.) | 1991—1999     | Худож. ПК префектур         |
| SE(1—23) | 1873—1949     | Маркир. конверты            |
| LS(1—) | 1900—         | Почтовые листы              |
| AR(1—) | 1949—         | Аэрограмма                  |
| PP(1—8) | 1951—1981     | Посылочные ПК               |
| WR(1—5) | 1872—1884     | Бандероли                   |
| OW(1—2) | 1883—1890     | Прогноз погоды              |
| OS1 | 1904          | Офисная почта               |
| MC(1—5) | 1904—1928     | Полевая почта               |
| MA(1—15) | 1942—1944     | Военно-воздушная почта      |
| ZC(1—12) | 1910—1918     | Китай                       |
| ZK(1—7) | 1926—1933     | Канто                       |
| LF(1—2) | 1945          | Провизории Тайваня          |
| LK1 | 1945          | Провизорий Кореи            |
| РАЗНООБРАЗНЫЕ РЕГИОНЫ |               |                             |
| Окинава (Рюкю) |               |                             |
| B(1—32) | 1947          | Провизории. Острова Амами   |
| E(1—5) | 1947          | Провизории. Окинава         |
| K1 | 1945          | Провизории. Остров Куме     |
| M(1—33) | 1946—1947     | Провизории. Острова Мияко   |
| Y(1—10) | 1948          | Провизории. Острова Яэяма   |
| 1—228 | 1948—1972     | Обычные марки               |
| A(1—30) | 1950—1963     | Авиапочтовые марки          |
| D1 | 1950          | Экспресс-почта              |
| U(1—3) | 1961—1971     | Невыпущенные марки          |
| Цельные вещи Окинавы (Рюкю) |               |                             |
| Маньчжурия |               |                             |
| 1—159 | 1932—1945     | Маньчжурия                  |
| BP(1—6) | 1935—1937     | Листы буклетов              |
| U(1—4) | 1945          | Невыпущенные марки          |
| S(1—2) | 1941          | Почт.-сберегат. марки       |
| B(1—6) | 1935—1937     | Буклеты                     |
| Цельные вещи Маньчжурии |               |                             |
| Японская оккупация Китая |               |                             |
| 1C(1—120), 2C(132—104), 3C(1—110), 4C(1—110), 5C(1—108), 6C(1—142)                                                                                               | 1941—1945     | Северный Китай              |
| 7C(1—199) | 1941—1944     | Мэнцзян                     |
| 8C(1—143) | 1941—1945     | Центральный Китай           |
| 8C(1—143) | 1941—1945     | Центральный Китай           |
| 9C(1—60) | 1942—1945     | Южный Китай                 |
| Японская оккупация Юго-Восточной Азии |               |                             |
| 1—23 | 1942—1945     | Гонконг                     |
| 1B(1—63), 2B(1—84) | 1937—1944     | Бирма                       |
| U(1—7) | 1942          | Бирма. Невыпущенные марки   |
| 1M(1—13), 2M(1—40), 3M(1—40), 4M(1—20), 5M(1—15), 6M(1—28), 7M(1—297), 8M(1—15), 9M(1—15), 10M(1—44)                                                             | 1942—1945     | Малайя                      |
| 1—126 | 1942—1944     | Северное Борнео             |
| 1S(1—239), 2S(1—71), 3S(1—89), 4S(1—214), 5S(1—79), 6S(1—131), 7S(1—324), 8S(1—225), 9S(1—90), 10S(1—132), 11S(1—91), 12S(1—14), 13S(1—24), 14S(1—18), 15S(1—12) | ?—1943—1944—? | Суматра                     |
| 1J(1—38), 2J(1—15) | 1942—1945     | Ява                         |
| 1N(1—210), 2N(1—81), 3N(1—13), 4N(1—89), 5N(1—57), 6N(1—116), 7N(1—169), 8N(1—38), 9N1, 10(1—22), 11N(1—11), 12N(1—28)                                           | 1942—1945     | Японское военное управление |
| 1—47, D1—D2, O1—O7, PJ1—PJ5 | 1942—1945     | Филиппины                   |

## Структура издания 2002 года по разделам и сериям
Составлено по каталогу JSCA 2003.

### Информация о каталоге и оглавление
Особенности и основные изменения каталога (яп. このカタログの特色と主な改訂内容, англ. [Features and Main Changes of the Catalog])
- ●…Всесторонняя оценка (яп. ●…多角的に評価をかかげる専門カタログ, англ. ●…[Comprehensive Estimation])
- ●…Основные изменения, внесённые в 2003 году (яп. ●…2003年での主要な改訂点, англ. ●…[Main Changes of 2003 Edition])
- ●…Дополнительные экспертные оценки (яп. ●…别冊の使用例専門評価をよリ充実, англ. ●…[Additional Expert Estimates])

Оглавление каталога японских марок 2003 (яп. 日専 日本切手専門カタログ2003 もくじ)
- Оглавление на японском
- Оглавление на английском (англ. Contents)

Информация о каталоге (яп. このカタログの揭載方法と使い方, англ. Catalog Information)
- 〈1〉Основные подразделы (яп. 〔1〕採録範囲, англ. 〈1〉[Main subsections])
  - 1. Япония (яп. 1. 日本, англ. 1 Japan)
  - 2. Окинава (яп. 2. 沖縄, англ. 2 Okinawa)
  - 3. Маньчжурия (яп. 3.「満州国」, англ. 3 Manchukuo)
  - 4. Оккупация (яп. 4. 占領地, англ. 4 Occupation)
- 〈2〉Нумерация каталога (яп. 〔2〕カタログ番号, англ. 〈2〉[Catalogue Numbers])
  - Префиксы номеров (яп. カタログ番号の分野別記号, англ. [Number Prefixes])
- 〈3〉Оценка (яп. 〔3〕評価, англ. 〈3〉[Evaluation])

- 〈4〉Описание марок (яп. 〔4〕データの示し方, англ. 〈4〉[Stamp Description])
  - ● Дефинитивы (яп. ●普通切手の例, англ. ● Definitives)

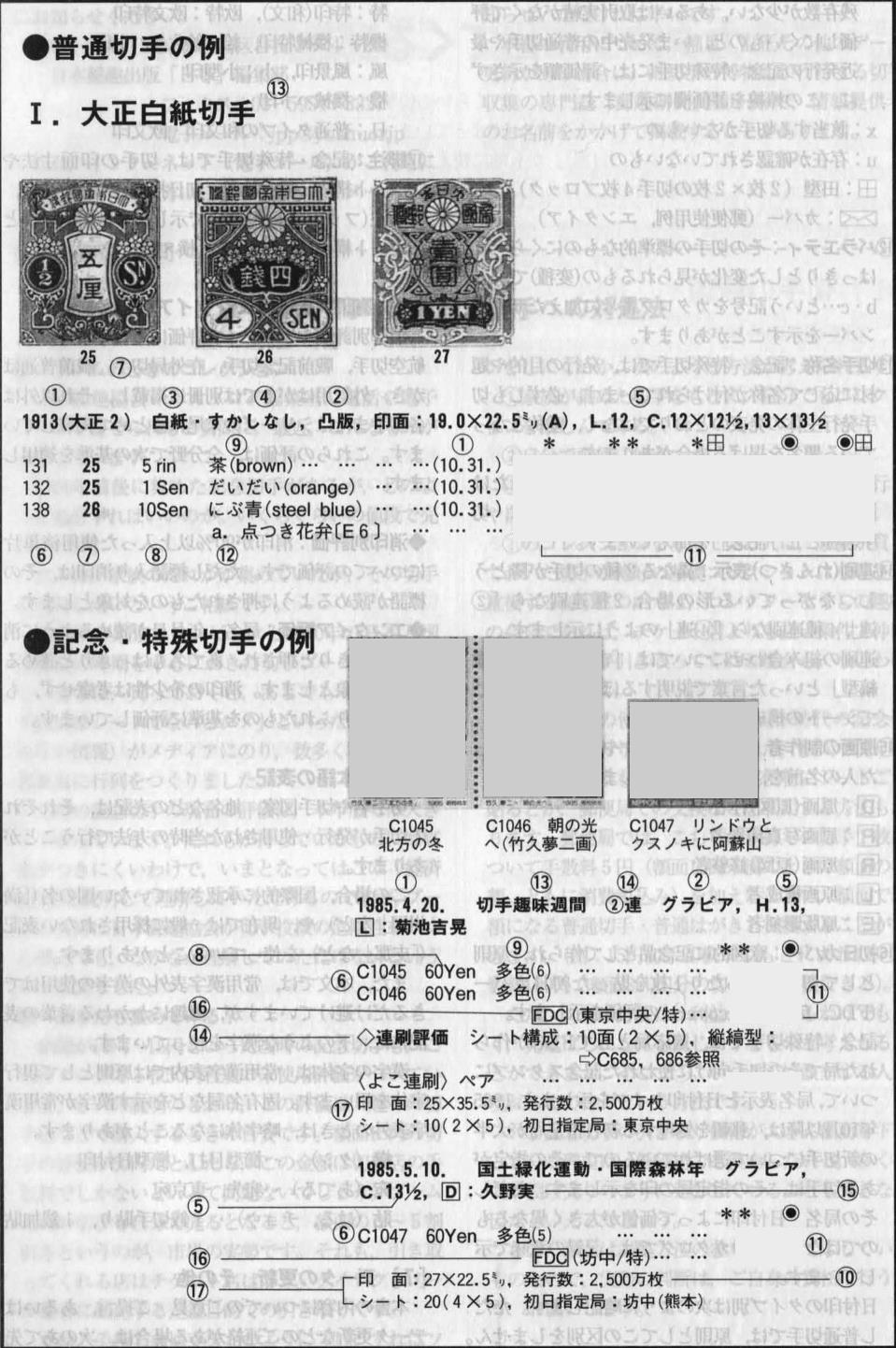
Страница 9 каталога JSCA 2003. Типичное оформление серий марок в каталоге

  - ● Коммеморативы и специальные выпуски (яп. ●記念・特殊切手の例, англ. ● Commemoratives)
  - ① Дата выпуска марки (яп. ①発行年月日, англ. ① [Date of issue])
  - ② Способ печати (яп. ②印刷版式, англ. ② [Method of printing])
  - ③ Бумага (яп. ③用紙, англ. ③ [Paper])
  - ④ Водяной знак (яп. ④すかし, англ. ④ [Watermark])
  - ⑤ Зубцовка (яп. ⑤目打, англ. ⑤ [Perforation])
  - ⑥ Номер по каталогу (яп. ⑥カタログ番号, англ. ⑥ [Catalog number])
  - ⑦ Номер иллюстрации (яп. ⑦図版番号, англ. ⑦ [Illustration number])
  - ⑧ Номинал (яп. ⑧額面, англ. ⑧ [Denomination])
  - ⑨ Цвет (яп. ⑨刷色, англ. ⑨ [Color])
  - ⑩ Тираж (яп. ⑩発行枚数, англ. ⑩ [Quantity])
  - ⑪ Оценка (яп. ⑪評価, англ. ⑪ [Catalogue values])
  - ⑫ Разновидность (яп. ⑫バラエティ, англ. ⑫ [Variety])
  - ⑬ Название (яп. ⑬切手名称, англ. ⑬ [Name])
  - ⑭ Сцепка (яп. ⑭連刷(れんさつ)表示, англ. ⑭ [Se-tenant])
  - ⑮ Автор (яп. ⑮原画の制作者, англ. ⑮ [Author])
    - 🄳: Художник (яп. 🄳 : 原画(原図)作者, англ. 🄳: [Designer])
    - 🄿: Фотограф (яп. 🄿 : 原画写真撮影者, англ. 🄿: [Photographer])
    - 🅁: Вторичный автор, берущий за основу первичное произведение (яп. 🅁 : 原画(原図)修整者, англ. 🅁: [Redesigner])
    - 🄻: Первичный законный автор (яп. 🄻 : 原画構成者, англ. 🄻: [Оriginal legal author])
    - 🄴: Гравёр (яп. 🄴 : 原版彫刻者, англ. 🄴: [Engraver])

  - ⑯ Конверт первого дня (яп. ⑯初日カバー, англ. ⑯ [First day cover])
  - ⑰ Сноска (яп. ⑰脚注, англ. ⑰ [Note])
- 〈5〉Оценка штемпелей и конвертов (яп. 〔5〕消印別評価・エンタイア評価の条件, англ. 〈5〉[Valuation of cancellations and envelopes])
- 〈6〉Японская нотация (яп. 〔6〕日本語の表記, англ. 〈6〉[Japanese notation])
- 〈7〉Обновление сведений, et cetera (яп. 〔7〕データの更新、その他, англ. 〈7〉[Information update, Et Cetera])
  - ■ Ответы на часто задаваемые вопросы (яп. ■よくあるご質問へのお答え, англ. ■ [Answers to frequently asked questions])

Филателистические термины (яп. このカタログに出てくる郵趣用語の解説, англ. Philatelic Terms (in Japanese) Used in This Catalog)
- 〈1〉Виды марок (яп. 〔1〕切手の種類, англ. 〈1〉[Types of stamps])
  - 1. Классификация почтовых марок (яп. 1. 郵便切手の分類, англ. 1 [Classification of postage stamps])
    - (1) Коммеморативы и специальные выпуски (яп. （1）記念・特殊切手, англ. (1) Commemoratives)
    - (2) Дефинитивы (яп. （2）普通切手, англ. (2) Definitives)
    - (3) Выпуски префектур (яп. （3）ふるさと切手, англ. (3) Prefectural issues)

  - 2. Цельные вещи (яп. 2. ステーショナリー, англ. 2 Postal stationeries)
- 〈2〉Состояние марок (яп. 〔1〕切手の状態, англ. 〈2〉[Condition of stamps])
- 〈3〉Форма марок (яп. 〔3〕切手の形態, англ. 〈3〉[Form of stamps])
- 〈4〉Изготовление марок (яп. 〔4〕切手の製造, англ. 〈4〉[Production of stamps])

### Дефинитивы
Дефинитивы (яп. 普通切手, англ. Definitives)
- Ручная гравировка (яп. 手(て)彫(ぼり)切手, англ. Hand-Engraved (Etched) Stamps, 1871–76)
  - I. Драконы (яп. I. 竜(りゅう)切手, англ. I ⟨Dragon Series⟩)
  - II. Сакура (яп. II. 桜切手, англ. II ⟨Cherry Blossom Series⟩)
  - III. Птицы (яп. III. 鳥切手, англ. III ⟨Bird Stamps⟩)
  - II. Сакура (окончание) (яп. II. 桜切手(桜き), англ. II ⟨Cherry Blossom Series⟩ ([out])])
- Кобан (яп. 小判切手, англ. Koban Series, 1876–92)
- Хризантемы (яп. 菊(きく)切手, англ. Chrysanthemum Series, 1899–1907)
- Старые большие номиналы (яп. 旧高額切手, англ. Old High-Value Stamps, 1908–14)
- Тадзава (яп. 田(た)沢(ざわ)切手, англ. Tazawa Series, 1913–38)
- Гора Фудзи и олень (яп. 富(ふ)士(じ)鹿(しか)切手, англ. Mt. Fuji & Deer Series, 1922–37)
- Землетрясение (яп. 震災切手, англ. Earthquake Emergency Series, 1923)
- Новые большие номиналы (яп. 新高額切手, англ. New High-Value Stamps, 1924–37)
- Пейзажи (яп. 風景切手, англ. Scenery Series, 1926–37)
- Сёва (яп. 昭和切手, англ. Showa Series, 1937–46)
- Новый Сёва (яп. 新昭和切手, англ. New Showa Series, 1946–48)
- Профессии (яп. 産業図案切手, англ. Vocational Series, 1948–50)
- Сёва без водяного знака (яп. 昭和すかしなし切手, англ. Showa Unwatermarked Series, 1951–52)
- Животные, растения и национальные сокровища (яп. 動植物国宝図案切手, англ. Animal, Plant & National Treasure Series, 1950–65)
- Новые животные, растения и национальные сокровища (яп. 新動植物国宝図案切手, англ. New Animal, Plant & National Treasure Series, 1966–89)
- Хэйсэй (яп. 平成切手, англ. Heisei Series, 1992–)
- Авиапочтовые выпуски (яп. 航空切手, англ. Air Mail Stamps, 1919–61)
- Марочные тетрадки (яп. 切手帳, англ. Booklets, 1906–)

### Коммеморативы (специальные выпуски)
Коммеморативы (специальные выпуски) (яп. 記念・特殊切手, англ. Commemoratives)
- Предвоенные выпуски (яп. 戦前の記念・特殊切手, англ. 1894–1944, Pre-W.W.II Issues)
  - Невыпущенные марки (яп. 〔不発行切手〕, англ. Unissued)
- Послевоенные (после 1946 года) выпуски (яп. 戦後の記念・特殊切手, англ. 1946–, Post-W.W.II Issues)
  - Деятели культуры (яп. 1949-52（昭和24-27）文化人切手, англ. ⟨Men of Culture Series⟩)
  - 100 достопримечательностей (яп. 1951-53（昭和26-28）観光地百選切手, англ. ⟨Tourist Series⟩)
  - Цветы (яп. 1961(昭和36) 花シリーズ, англ. ⟨Flower Series⟩)
  - Олимпийские игры в Токио (яп. 1961-64（昭和36-39）オリンピック東京大会募金, англ. ⟨Tokyo Olympic Games⟩)
  - Традиции четырех сезонов (яп. 1962-63（昭和37-38）年中行事シリーズ, англ. ⟨Season’s Folklore Series⟩)
  - Птицы (яп. 1963-64（昭和38-39）鳥シリーズ, англ. ⟨Bird Series⟩)
  - Фестивали (яп. 1964-65（昭和39-40）お祭リシリーズ, англ. ⟨Festival Series⟩)
  - Обитатели моря (яп. 1966-67（昭和41-42）魚介シリーズ, англ. ⟨Fish Series⟩)
  - Знаменитые сады (яп. 1966-67（昭和41-42）名園シリーズ, англ. ⟨Famous Gardens Series⟩)
  - Национальные сокровища. 1-я серия из 7 выпусков (яп. 1967-69（昭和42-44）国宝シリーズ（第1次） 全7集, англ. ⟨1st National Treasure Series⟩)
  - Традиционное японское искусство. Серия из 4 выпусков (яп. 1970-72（昭和45-47）古典芸能シリーズ 全4集, англ. ⟨Classic Art Series⟩)
  - Народные сказки. Серия из 7 выпусков (яп. 1973-75（昭和48-50）昔ばなしシリーズ 全7集, англ. ⟨Folk Tale Series⟩)
  - Охрана природы. Серия из 5 выпусков (яп. 1974-78（昭和49-53）自然保護シリーズ 全5集, англ. ⟨Nature Conservation Series⟩)
  - Паровозы (пары в каждом выпуске). Серия из 5 выпусков (яп. 1974-75（昭和49-50）SLシリーズ （各セット②連） 全5集, англ. ⟨Steam Locomotive Series⟩)
  - Суда (пары в каждом выпуске). Серия из 6 выпусков (яп. 1975-76（昭和50-51）船シリーズ （各セット②連） 全6集, англ. ⟨Ship Series⟩)
  - Национальные сокровища. 2-я серия из 8 выпусков (яп. 1976-78（昭和51-53）第2次国宝シリーズ 全8集, англ. ⟨2nd National Treasure Series⟩)
  - Сумо в стиле укиё-э. Серия из 5 выпусков. В каждом выпуске пара и третья марка (яп. 1978-79（昭和53-54）相撲絵シリーズ 全5集 各集とも②連+1種のセット, англ. ⟨“Sumo” Ukiyoe (Picture) Series⟩)
  - Современное искусство. Серия из 16 выпусков (яп. 1979-83（昭和54-58）近代美術シリーズ 全16集, англ. ⟨Modern Art Series⟩)
  - Японская песня. Серия из 9 выпусков (яп. 1979-81（昭和54-56）日本の歌シリーズ 全9集, англ. ⟨Japanese Song Series⟩)
  - Современная архитектура в западном стиле. Серия из 10 выпусков (яп. 1981-84（昭和56-59）近代洋風建築シリーズ 全10集, англ. ⟨Modern Western-Style Architecture Series⟩)
  - Вымирающие местные птицы. Серия из 5 выпусков (яп. 1983-84（昭和58-59）特殊鳥類シリーズ 全5集, англ. ⟨Endangered Native Bird Series⟩)
  - Альпийские растения. Серия из 7 выпусков (яп. 1984-86（昭和59-61）高山植物シリーズ 全7集, англ. ⟨Alpine Plant Series⟩)
  - Традиционные искусства и ремёсла. 1-я серия из 7 выпусков (по две пары в каждом выпуске) (яп. 1984-86（昭和59-61）伝統的工芸品シリーズ 全7集 （各セット②連2組）, англ. ⟨Traditional Arts and Crafts Series⟩)
  - Насекомые. Серия из 5 выпусков (по две пары в каждом выпуске) (яп. 1986-87（昭和61-62）昆虫シリーズ 全5集 （各セット②連2組）, англ. ⟨Insect Series⟩)
  - По тропинкам севера (путевой дневник Мацуо Басё). Серия из 10 выпусков (по две пары в каждом выпуске) (яп. 1987-89（昭和62-平成1）奥の細道シリーズ 全10集 （各セット②連2組）, англ. ⟨Oku no Hosomichi (Matsuo Basho's Diary) Series⟩)
  - Национальные сокровища. 3-я серия из 8 выпусков (яп. 1987-89（昭和62-平成1）第3次国宝シリーズ 全8集, англ. ⟨3rd National Treasure Series⟩)
  - Электровозы. Серия из 5 выпусков (яп. 1990（平成2）電気機関車シリーズ 全5集, англ. ⟨Electric Locomotive Series⟩)
  - Лошади и культура. Серия из 5 выпусков (яп. 1990-91（平成2-3）馬と文化シリーズ 全5集, англ. ⟨Horse Series⟩)
  - Кабуки. Серия из 6 выпусков (яп. 1991-92（平成3-4）歌舞伎シリーズ 全6集, англ. ⟨Kabuki Series⟩)
  - Береговые птицы. Серия из 8 выпусков (яп. 1991-93（平成3-5）水辺の鳥シリーズ 全8集, англ. ⟨Water Side Birds Series⟩)
  - Деятели культуры. 2-я серия (яп. 1992-（平成4-）文化人切手（第2次シリーズ）, англ. ⟨2nd Men of Culture Series⟩)
  - Цветы четырех сезонов. Серия из 4 выпусков (яп. 1993-94（平成5-6）四季の花シリーズ 全4集, англ. ⟨Flowers of Four Seasons Series⟩)
  - История почты и почтовых марок. Серия из 6 выпусков (яп. 1994-96（平成6-8）郵便切手の歩みシリーズ 全6集, англ. ⟨History of Japanese Stamp Series⟩)
  - Всемирное наследие. Серия из 4 выпусков (яп. 1994-95（平成6-7）世界遺産シリーズ 全4集, англ. ⟨1st World Heritage Series⟩)
  - 50 лет после войны. Серия из 5 выпусков (яп. 1996-97（平成8-9）戦後50年メモリアルシリーズ 全5集, англ. ⟨50 Postwar Memorable Years Series⟩)
  - Моя любимая песня [серия из 9 выпусков] (яп. 1997-99（平成9-11）わたしの愛唱歌シリーズ, англ. ⟨My Favorite Song Series⟩)
  - Традиционный японский дом [серия из 5 выпусков] (яп. 1997-99（平成9-11）日本の民家シリーズ, англ. ⟨Traditional Japanese House Series⟩)
  - XX век. Серия из 17 выпусков (яп. 1999-2000（平成11-12）20世紀シリーズ 全17集, англ. ⟨20th Century Series⟩)
  - Всемирное наследие. 2-я серия (яп. 2001-（平成13-）第2次世界遺産シリーズ, англ. ⟨2nd World Heritage Series⟩)
- Национальные парки (яп. 公園切手, англ. National Park Issues, 1936–73)
  - 1-я серия национальных парков (яп. 第1次国立公園切手, англ. ⟨1st National Park Series⟩)
  - 2-я серия национальных парков (яп. 第2次国立公園切手, англ. ⟨2nd National Park Series⟩)
  - Серия квазинациональных парков (яп. 国定公園切手, англ. ⟨Quasi-National Park Series⟩)
- Новогодние выпуски (яп. 年賀切手, англ. New Year's Greeting Stamps, 1935–)
- Выпуски префектур (яп. ふるさと切手, англ. Prefectural Issues, 1989–)
  - Цветы 47 префектур. Серия из 47 марок. Типографский лист из 20 марочных листов по 47 видов (яп. 1990.4.27. 47都道府県の花 47種それぞれ20面シート, англ. ⟨Prefectural Flowers⟩)

### Японская почта за границей, военные выпуски и другое
Японская почта за границей, военные выпуски и другое (яп. 在外局・軍事切手・他, англ. Post Offices Abroad, Military Franchise Issues and Others)
- Японская почта за границей (яп. 在外局切手, англ. Post Offices Abroad)
  - I. Корея (яп. I. 在朝鮮局, англ. I Offices in Korea, 1900)
  - II. Китай (яп. II. 在中国局, англ. II Offices in China, 1900–19)
- Военные выпуски (яп. 軍事切手, англ. Military Franchise Issues, 1910–33)
- Оккупационные силы британского содружества (яп. 英連邦占領軍切手, англ. B.C.O.F. Issue, 1946–47)
- Разное (яп. その他の切手, англ. Others)
  - Почтово-сберегательная марка (яп. 郵便貯金切手, англ. Postal Saving Stamp)
  - Выпуск Тайваня (яп. 台湾地方切手, англ. Taiwan Local Issue)
  - Избирательная марка (яп. 選挙切手, англ. Election Stamp)
  - Телеграфные марки (яп. 電信切手, англ. Telegraph Stamps)
  - Срочная доставка (при крайней необходимости) (яп. 飛信逓送切手, англ. Hishin Teiso (for Emergency))
  - Сельскохозяйственная марка (яп. 村送リ切手, англ. ⟨Tosa Local Stamp⟩)
  - Марки Сатерленда (яп. サザーランド切手, англ. ⟨Sutherland Stamps⟩)
  - Марки военнопленных лагеря Бандо (яп. 板東収容所切手, англ. ⟨BANDO P.O.W. Stamps⟩)

### Цельные вещи
Цельные вещи (яп. ステーショナリー, англ. Postal Stationeries)
- Стандартные Маркированные почтовые карточки (яп. 〔普通はがき〕, англ. Postal Cards)
  - 1. Ручная гравировка (яп. 1. 手彫はがき, англ. [1 Etched Cards])
  - 2. Кобан (яп. 2. 小判はがき, англ. [2 Koban Cards])
  - 3. Хризантемы (яп. 3. 菊はがき, англ. [3 Chrysanthemum Cards])
  - 4. «Разновес» (яп. 4. 分銅はがき, англ. [4 “Weights” Cards])
  - 5. Землетрясение (яп. 5. 震災はがき, англ. [5 Earthquake Emergency Cards])
  - 6. Кусуноки Масасигэ (яп. 6. 楠(なん)公(こう)はがき, англ. [6 Kusunoki Masashige Cards])
  - 7. Сакура (яп. 7. 桜はがき, англ. [7 Cherry blossom Cards])
  - 8. Рис (яп. 8. 稲束はがき, англ. [8 Rice Cards])
  - 9. Здание парламента Японии (яп. 9. 議事堂はがき, англ. [9 National Diet Building Cards])
  - 10. Юмэдоно (яп. 10. 夢殿はがき, англ. [10 Yumedono Cards])
  - 11. Летающие мифологические существа (яп. 11. 飛天はがき, англ. [11 Flying Mythological Creatures Cards])
  - 12. Глиняная посуда (яп. 12. 土器はがき, англ. [12 Earthenware Cards])
  - 13. Станционный колокольчик (яп. 13. 駅鈴はがき, англ. [13 Station Bell Cards])
  - 14. Бодхисаттва (яп. 14. 麻(ま)布(ふ)菩薩はがき, англ. [14 Bodhisattva Cards])
  - 15. Китайский феникс (яп. 15. 鳳凰はがき, англ. [15 Fenghuang Cards])
  - 16. Колокольня (яп. 16. 鐘楼はがき, англ. [16 Bell Tower Cards])
  - 17. Старая мандаринка (яп. 17. 旧オシドリはがき, англ. [17 Old Mandarin Duck Cards])
  - 18. Крылатый конь (яп. 18. 天馬はがき, англ. [18 Flying Horse Cards])
  - 19. Новая мандаринка (яп. 19. 新オシドリはがき, англ. [19 New Mandarin Duck Cards])
  - 20. Веер (яп. 20. 扇面はがき, англ. [20 Hand Fan Cards])
  - 21. Японский ибис (яп. 21. トキはがき, англ. [21 Crested ibis Cards])
- Международные почтовые карточки (яп. 外信用はがき, англ. Foreign Mail Postal Card)
- Коммеморативные почтовые карточки (яп. 記念・特殊はがき, англ. Commemorative Postal Cards)
- Новогодние почтовые карточки (яп. 年賀はがき, англ. New Year's Postal Cards)
- Сезонные поздравительные почтовые карточки (яп. 季節見舞はがき, англ. Season's Greeting Postal Cards)
- Почта сердца (яп. はあとめーる, англ. “Heart Mail” Postal Cards)
- Почтовые карточки Синей птицы (яп. 青い鳥はがき, англ. Blue Bird Postal Cards)
- Реклама, художественные почтовые карточки и художественные почтовые карточки префектур (яп. 広告つき・絵入り・ふるさと絵はがき, англ. [Postal Cards with Advertisements, Picture Postal Cards and Prefecture Postal Cards])
  - Реклама (эхо-карточки, зеленое эхо) (яп. 広告つきはがき（エコーはがき, グリーンエコー）, англ. [Postal Cards with Advertisements])
  - Художественные почтовые карточки (яп. 絵入リはがき, англ. [Picture Postal Cards])
  - Художественные почтовые карточки префектур (яп. ふるさと絵はがき, англ. [Prefecture Postal Cards])
- Маркированные конверты (яп. 切手つき封筒, англ. Stamped Envelopes)
- Почтовые листы (яп. 封(ふう)緘(かん)はがき, англ. Letter Sheets)
- Аэрограммы (яп. 航空書簡, англ. Aerogrammes)
- Посылочные почтовые карточки (яп. 小包はがき, англ. Postal Cards for Parcel⟩)
- Бандероли (яп. 郵便帯紙, англ. Wrappers)
- Прогноз погоды (яп. 気象報告帯紙, англ. Official Wrappers for Weather Reports)
- Офисная почта (яп. 事務用はがき, англ. Official Service Postal Cards)
- Полевая почта (яп. 軍事郵便はがき, англ. Military Postal Cards)
- Военно-воздушная почта (яп. 特別軍事航空はがき, англ. Military Air Postal Cards)
- Почта за границей (яп. 在外局発行, англ. ⟨Post Offices Abroad⟩)
  - 1. Китай (яп. 1. 在中国局, англ. 1 China)
  - 2. Издательство Канто (Южно-Маньчжурская железная дорога) (яп. 2. 関東庁発行（南満州鉄道付属地使用）, англ. 2 Kuangtung District, China)
- Провизории Тайваня и Кореи (яп. 旧植民地発行, англ. Local Formosa and Local Korea)

### Разнообразные регионы
Разнообразные регионы (яп. その他の切手, англ. [Miscellaneous Regions])

#### Окинава (Рюкю)
Окинава (Рюкю) (яп. 沖縄切手, англ. Ryukyu Islands under U.S. Administration, 1948–72)
- Гашения (яп. 消印, англ. [Cancellations])
  - (1) Гражданское правительство (1945—50) (яп. 〔1〕 民政府時期(1945-50), англ. (1) [United States Civil Administration (1945–50)])
  - (2) Почтовая администрация (1950—72) (яп. 〔2〕 統ー郵政時期(1950-72), англ. (2) [Postal Administration (1950-72)])
- Провизории (яп. 〔暫定切手〕, англ. ⟨Provisional Stamps⟩)
  - (1) Острова Амами (яп. （1） 奄(あま)美(み)地区, англ. (1) [Amami Islands])
  - (2) Окинава (яп. （2） 沖縄地区, англ. (2) [Okinawa])
  - (3) Остров Куме[англ.] (яп. （3） 久米島切手, англ. (3) [Kume Island])
  - (4) Острова Мияко (яп. （4） 宮古地区, англ. (4) [Miyako Islands])
  - (5) Острова Яэяма (яп. （5） 八重山地区, англ. (5) [Yaeyama Islands])
- Обычные марки (яп. 〔正刷切手〕, англ. [Usual Stamps])
- Невыпущенные марки (яп. 〔不発行切手〕, англ. Unissued)

#### Цельные вещи Окинавы (Рюкю)
Цельные вещи Окинавы (Рюкю) (яп. 沖縄ステーショナリー, англ. [Ryukyu Islands Postal Stationery])

#### Маньчжурия
Маньчжурия (яп. 「満州国」切手, англ. Manchukuo under Japanese Administration, 1932–45)
- Невыпущенные марки (яп. ［不発行切手］, англ. Unissued)
- Марочные тетрадки (яп. ［切手帳］, англ. ⟨Booklets⟩)

#### Цельные вещи Маньчжурии
Цельные вещи Маньчжурии (яп. 「満州国」ステーショナリー, англ. [Manchukuo Postal Stationery])

#### Японская оккупация Китая
Японская оккупация Китая (яп. 中国占領地切手, англ. Japanese Occupation of China)
- Оккупационные надпечатки (яп. 「占領地加刷切手」, англ. [Occupation Overprints])
  - 1. Северный Китай (яп. 1. 華北地区, англ. 1 North China)
  - 2. Мэнцзян (яп. 2. 蒙疆地区, англ. 2 Inner Mongolia)
  - 3. Центральный Китай (яп. 3. 華中地区, англ. 3 Central China)
  - 4. Южный Китай (яп. 4. 華南地区, англ. 4 South China)
- Классификация надпечатанных марок (яп. 加刷された台切手の分類, англ. [Overprinted Stamps Classification])
  - A : Издано в Лондоне (яп. A : ロンドン(倫敦)版, англ. A : London Print)
  - B : Издано в Китае (яп. B : 中華版, англ. B : Chung Hwa (Zhonghua) Print)
  - C : Издано в Дадуне (яп. C : 大東版, англ. C : Dah Tung (Dadong) Print)
  - D : Издано в Нью-Йорке (яп. D : ニューヨーク(紐育)版, англ. D : New York Print)
  - E : Издано в Пекине (яп. E : 烈士(北京版), англ. E : Peking (Beijing) Print)
  - FI・FII : Издано в Гонконге (яп. FI・FII : 烈士(香港版), англ. FI・FII : Hong Kong Print)
  - G : Издано в Новом Пекине (яп. G : 北京新版, англ. G : New Peking (Beijing) Print)
  - L : Издано в Синьмине (яп. L : 新民版, англ. L : Sing Ming Print)
- Надпечатки Хэбэя и Шаньдуна (яп. 限冀省・限魯省貼用加刷切手, англ. [Hebei and Shandong Overprints])
- Северный Китай (яп. 〔華北〕, англ. North China (Wha-Pei Issue) 1941–45)
  - I. 5 провинций (яп. I. 省名加刷(通称 : 5省名刷), англ. I [5 Provinces])
    - Коммеморативы (яп. 〔記念切手〕, англ. Commemorative Issue)

  - II. Северный Китай (яп. II. 華北加刷, англ. II [North China])
  - Коммеморативы (яп. 〔記念切手〕, англ. Commemorative Issue)
- Мэнцзян (Автономное правительство Внутренней Монголии) (яп. 〔蒙疆〕 (内蒙古自治体政府), англ. Inner Mongolia (Mengkiang) 1941–44 ([Autonomous Government of Inner Mongolia]))
  - Коммеморативы (яп. 〔記念切手〕, англ. Commemorative Issue)
  - Издано в Чанчуне (монгольская письменность) (яп. 長春版 (蒙文切手), англ. [Changchun Print (Mongolian Writing Systems Stamps)])
  - Надпечатка имени (яп. 加刷責任者名の耳紙への加刷, англ. [Name Overprint])
- Центральный Китай (яп. 〔華中〕, англ. Central China (Shanghai Issue) 1941–45)
  - I. Надпечатка 暫售 (яп. I. 暫(ざん)售(しゅう)加刷, англ. I [暫售 Overprint])
  - Авиапочтовые выпуски (яп. 〔航空切手〕, англ. Air Mail Stamps)
  - Коммеморативы (яп. 〔記念切手〕, англ. Commemorative Issue)
  - Доплатные марки (яп. 〔改価不足料切手〕, англ. Postage Due Stamps)
- Южный Китай (яп. 〔華南〕, англ. South China (Kwangtung Overprint) 1942–45)
  - 1. Надпечатка 粤区特用 (яп. 1. 「粤(えつ)区(く)特用」加刷, англ. 1 [粤区特用 Overprint])
  - 2. Надпечатка 粤省貼用 (яп. 2. 「粤省貼用」加刷, англ. 2 [粤省貼用 Overprint])
  - 3. Надпечатка Гуандуна (яп. 3. 広東暫售加刷, англ. 3 [Guangdong Overprint])
  - 4. Надпечатка Шаньтоу (яп. 4. 汕(すわ)頭(とう)「暫售」加刷, англ. 4 [Shantou Overprint])
  - 5. Доплатные марки (яп. 5. 広東「暫作」不足料切手, англ. 5 Postage Due Stamps)
- 1. 18 надпечаток (яп. 1. 北京新版(18種)と加刷文字, англ. 1 [18 Overprints])
- 2. Классификация надпечаток (яп. 2. 北京新版と各版との区分方法, англ. 2 [Overprint Classification])
- 3. Бумага (яп. 3. 用紙の種類, англ. 3 [Paper])

#### Японская оккупация Юго-Восточной Азии
Японская оккупация Юго-Восточной Азии (яп. 南方占領地切手, англ. Japanese Occupation of South East Asia (“Greater East Asia”))
- Гонконг (яп. 香港, англ. Hong Kong)
- Бирма (яп. ビルマ, англ. Burma)
  - 1. Издано Комитетом безопасности (яп. 1. 治安維持委員会の発行, англ. 1 [Published by Public Security Committee])
  - 2. Издано японской военной администрацией (яп. 2. 日本軍政下の発行, англ. 2 [Published by Japanese Military Administration])
- Андаманские и Никобарские острова (яп. アンダマン・ニコバル諸島, англ. Indian National Army)
- Временное правительство Свободной Индии (Азад Хинд) (яп. 自由インド仮政府, англ. Andaman & Nicobar Is.)
- Малайя (яп. マライ, англ. Malaya)
  - Надпечатки на единичных марках (яп. ［加刷された台切手］, англ. [Overprints on single stamps])
  - Местные надпечатки (яп. ［地方加刷］, англ. [Local overprints])
    - 1. Сёнан (Сингапур) (яп. 1. 昭南島, англ. 1 Shonan-To)
    - 2. Пинанг (яп. 2. ペナン, англ. 2 Penang)
    - 3. Келантан (яп. 3. クランタン州, англ. 3 Kelantan)
    - 4. Малакка (яп. 4. マラッカ州, англ. 4 Malacca)
    - 5. Кедах (яп. 5. ケダー州, англ. 5 Kedah)
    - 6. Джохор (яп. 6. ジョホール州, англ. 6 Johore)

  - Унификация надпечаток (яп. 〔統ー加刷〕, англ. [Unification of Overprints])
  - Ромадзи-надпечатки (яп. 〔ローマ字加刷〕, англ. [Romanized Overprints])
  - Надпечатки на китайском (яп. 〔漢字加刷〕, англ. [Overprints in Chinese])
  - Надпечатка «POSTAGE PAID» (яп. POSTAGE PAID 加刷, англ. [Overprint “POSTAGE PAID”])
  - Без надпечатки (яп. 〔日本切手の無加刷使用〕, англ. [Without Overprint])
  - Обычные марки (яп. 〔正刷切手〕, англ. [Usual Stamps])
  - Тайские оккупационные марки (яп. 〔タイ占領下の切手〕, англ. [Tai Occupation Stamps])
  - Марки Малайи в других районах (яп. 〔マライ切手の他地区使用〕, англ. [Malaya Stamps in Other Regions])
- Северное Борнео (яп. 北ボルネオ, англ. North Borneo)
  - 1. Старые марки без надпечаток (яп. 1. 旧切手の加刷なし使用, англ. [ [Old Stamps without Overprints])
  - 2. Сёва марки без надпечаток (яп. 2. 昭和切手の無加刷使用, англ. 2 [Shōwa Stamps without Overprints])
  - 3. Одна надпечатка Японской империи (яп. 3. 「大日本帝国政府」1行加刷, англ. 3 [One Overprint of Empire of Japan])
  - 4. Обычные марки и надпечатки (яп. 4. 正刷・統ー加刷切手, англ. 4 [Usual Stamps & Overprints])
  - 5. Лабуан (яп. 5. ラブアン島, англ. 5 [Labuan])
- Голландская Ост-Индия (яп. オランダ領東インド, англ. Dutch East Indies)
  - I. Суматра (яп. I. スマトラ, англ. I Sumatra)
    - 1. Восточный Берег (яп. 1. 東海岸州, англ. 1 East Coast)
    - 2. Ачех (яп. 2. アチェ州, англ. 2 Atjeh)
    - 3. Тапанули (яп. 3. タパヌリ州, англ. 3 Tapanoeli)
    - 4. Западный Берег (яп. 4. 西海岸州, англ. 4 West Coast)
    - 5. Джамби (яп. 5. ジャンビ州, англ. 5 Djambi)
    - 6. Бенкулу (яп. 6. ベンクーレン州, англ. 6 Benkulen)
    - 7. Палембанг (яп. 7. パレンバン州, англ. 7 Palembang)
    - 8. Палембанг, местные надпечатки (яп. 8. パレンバン・ローカル加刷, англ. 8 Palembang Local)
    - 9. Банка и Белитунг (яп. 9. バンカ島・ビリトン島, англ. 9 Bangka&Billiton)
    - 10. Лампунг (яп. 10. ランポン州, англ. 10 Lampong)
    - 11. Надпечатки Суматры (яп. 11. スマトラ統ー加刷, англ. 11 [Sumatra Overprints])
    - 12. Надпечатки Малайи на Суматре (яп. 12. マライ占領加刷切手のスマトラ使用, англ. 12 [Malaya Overprints for Sumatra])
    - 13. Марки Суматры и Голландской Ост-Индии без надпечаток (яп. 13. スマトラにおける蘭印切手無加刷使用, англ. 13 [Sumatra and Dutch East Indies Stamps Without Overprint])
    - 14. Марки Японии на Суматре (яп. 14. 日本切手のスマトラ使用, англ. 14 [Japanese Stamps for Sumatra])
    - 15. Обычные марки (яп. 15. 正刷切手, англ. 15 [Usual Stamps])
    - ● Надпечатка Индонезии (яп. ●インドネシア加刷, англ. ● [Indonesia Overprint])

  - II. Ява (яп. II. ジャワ, англ. II Java)
    - 1. Марки Голландской Ост-Индии без надпечаток (яп. 1. オランダ領東インド切手の無加刷使用, англ. 1 [Dutch East Indies Stamps Without Overprint])
    - 2. Обычные марки (яп. 2. 正刷切手, англ. 2 [Usual Stamps])

  - III. Военно-морская оккупация (яп. III. 海軍担当地区, англ. III Naval Occupation)
    - 1. Понтианак (яп. 1. ポンチャナック, англ. 1 Pontianak)
    - 2. Банджармасин (яп. 2. バンジェルマシン, англ. 2 Bandjermasin)
    - 3. Самаринда (яп. 3. サマリンダ, англ. 3 Samarinda)
    - 4. Южный Сулавеси (яп. 4. 南セレベス, англ. 4 South Celebes)
    - 5. Северный Сулавеси (яп. 5. 北セレベス, англ. 5 North Celebes)
    - 6. Амбон (яп. 6. アンボン郵便局長印加刷, англ. 6 Ambon)
    - 7. Малые Зондские острова (яп. 7. 小スンダ列島, англ. 7 Lesser Sunda Is.)
    - 8. Ломбок (яп. 8. ロンボック, англ. 8 Lombok)
      - ● Надпечатка в виде солнца (яп. ●ロンボック大日本太陽加刷, англ. ● [Sun Overprint])

    - 9. Провизории Флореса (яп. 9. フロレス暫定切手, англ. 9 [Flores Provisional Stamps])
    - 10. Использование марок Японии (яп. 10. 日本切手の海軍担当地区における使用, англ. 10 [Japanese Stamps Using])
    - 11. Обычные марки (яп. 11. 海軍民政府正刷切手, англ. 11 [Usual Stamps])
    - 12. Надпечатка «民政部» (яп. 12. 〈民政部〉加刷切手, англ. 12 [“民政部” Overprint])
    - ● Фальшивые марки (яп. ●オランダ領東インド インド占領地切手の偽造品, англ. ● Philatelic Forgeries)
    - ● Почтовый сбор (яп. ●日本占領中のオランダ領東インド の郵便料金, англ. ● [Postage Fee])
- Филиппины (яп. フィリピン, англ. Philippines)
  - 1. Провизории (яп. 1. 暫定加刷切手, англ. 1 [Provisional Stamps])
  - 2. Обычные марки (яп. 2. 正刷切手, англ. 2 [Usual Stamps])
  - 3. Доплатные марки (яп. 3. 不足料切手, англ. 3 [Postage Due Stamps])
  - 4. Служебные марки (яп. 4. 公用切手, англ. 4 [Official Stamps])
  - 5. Марки Японии на Филиппинах (яп. 5. 日本切手のフィリピン使用, англ. 5 [Japanese Stamps for Philippines])